# Il canto del mio cuore

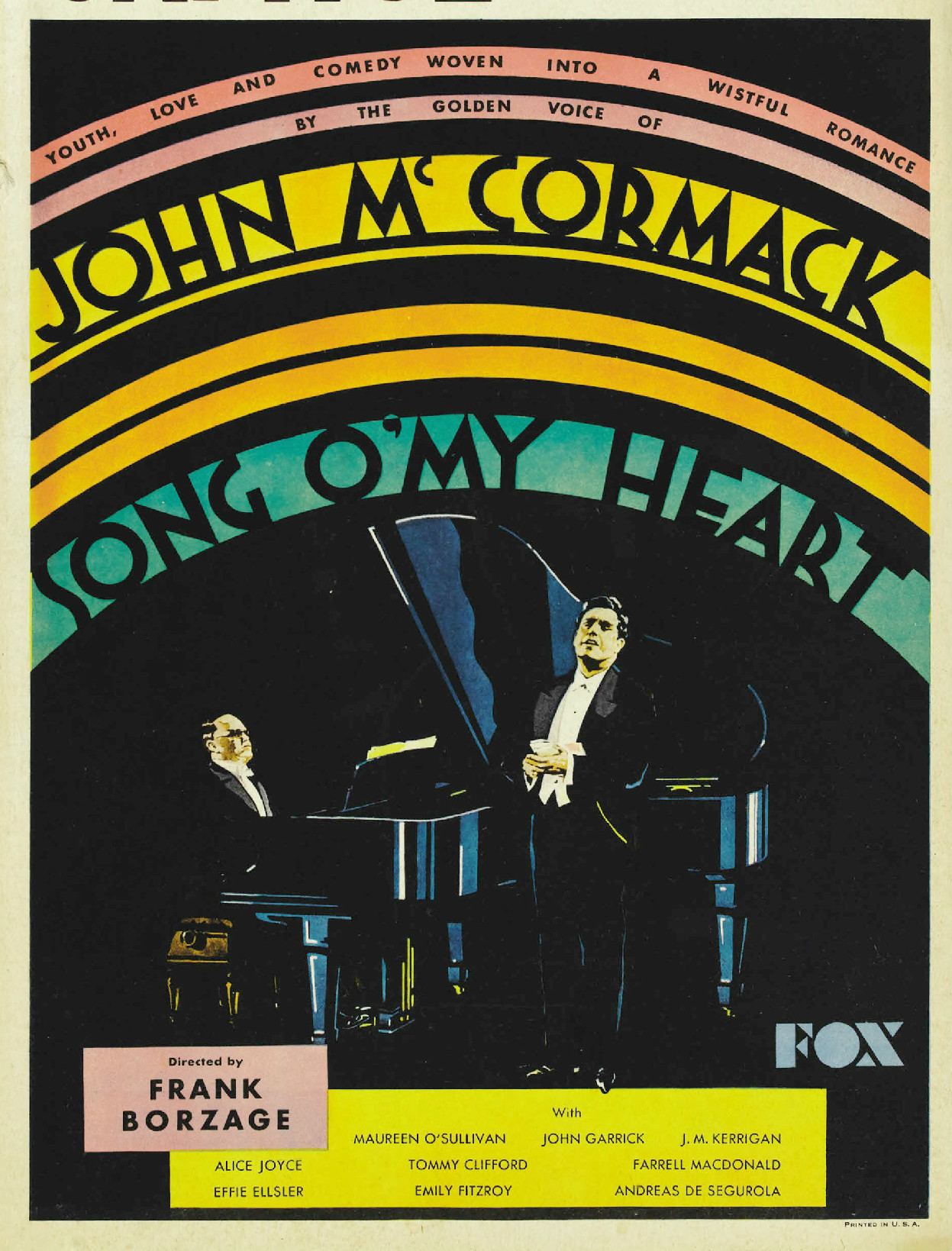
Manifesto pubblicitario del film

Il canto del mio cuore (Song o' My Heart) è un film del 1930 diretto da Frank Borzage. Interpretato da John McCormack, Alice Joyce e Maureen O'Sullivan, uscì nelle sale il 7 settembre 1930.

## Produzione
Il film fu prodotto dalla Fox Film Corporation. Venne girato a Los Angeles e in Irlanda, a Moore Abbey, nella contea di Kildare. Le riprese iniziarono in Irlanda alla fine dell'agosto 1929.

## Distribuzione
Distribuito dalla Fox Film Corporation, il film fu presentato in prima a New York e a Los Angeles l'11 marzo 1930. Uscì nelle sale cinematografiche USA il 7 settembre 1930. In Brasile, venne ribattezzato con il titolo O Cantar do Meu Coração, in Spagna come La canción de mi alma e in Francia come La Chanson de mon coeur.